# Hoóz István

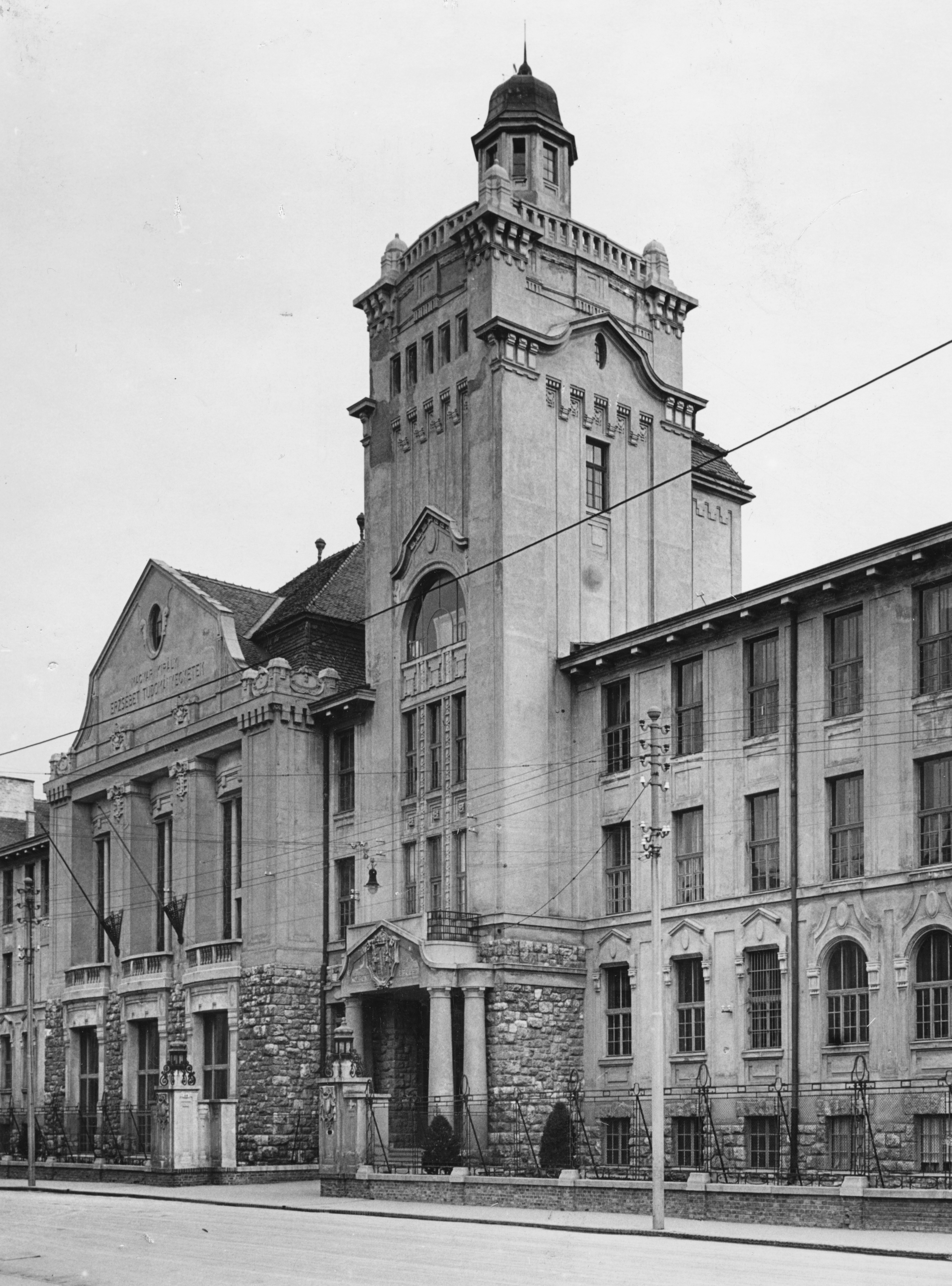
1959-1998 között a Pécsi Tudományegyetemen tanított.

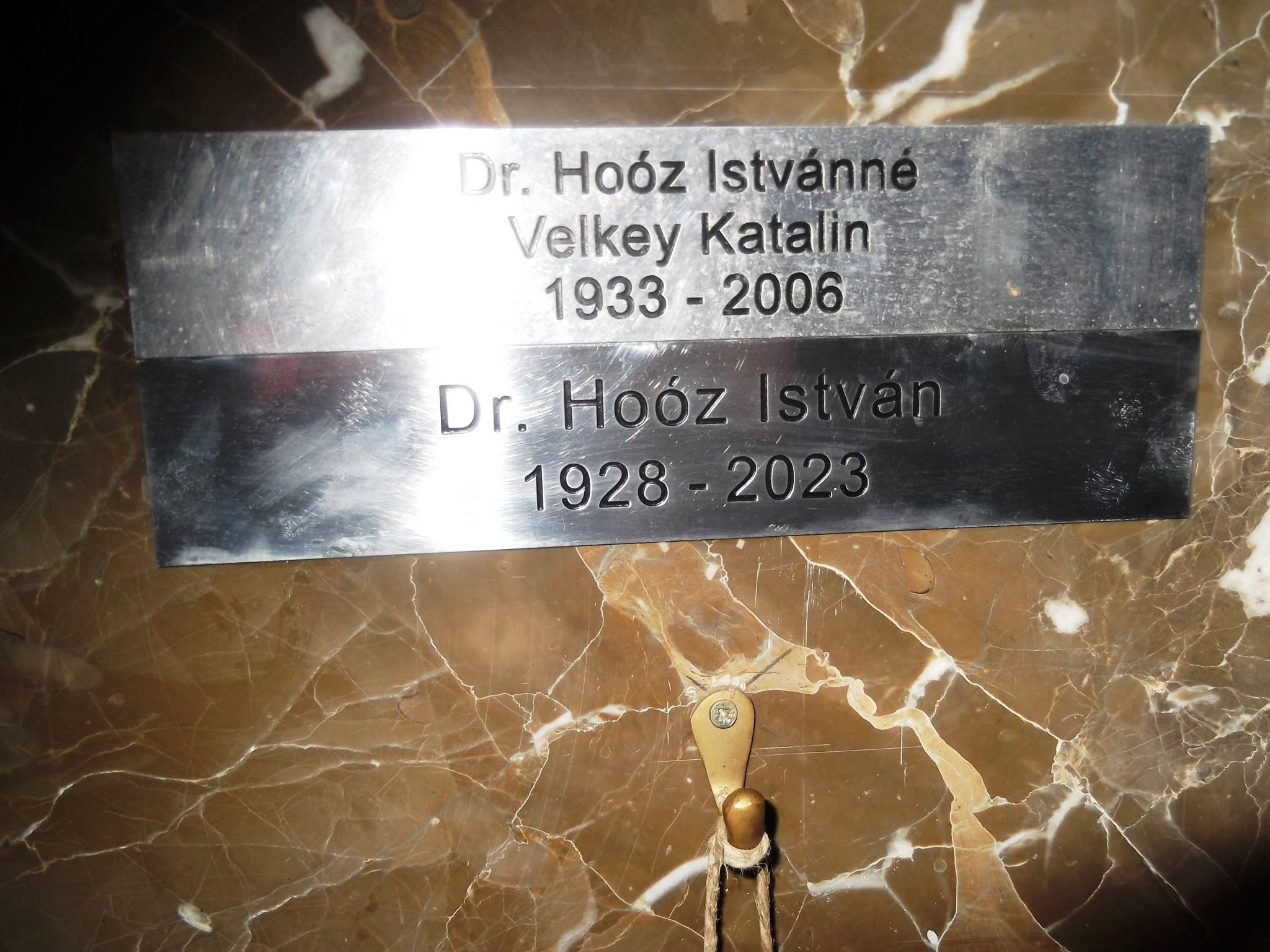
Hoóz István és felesége Velkey Katalin sírja Pécsett, a Dzsámi-Belvárosi templom, Szent József urnatemetőjében. 169. sírhely

Hoóz István (Szőgyén, 1928. december 28. – Pécs, 2023. február 12.) magyar egyetemi tanár, statisztikus, demográfus, az MTA doktora, dékán, rektorhelyettes.

## Szakmai életútja
Hoóz István 1928-ban született Szőgyénben, az akkori Csehszlovákiában. A háború viszontagságai után, lakosságcserével került Magyarországra. 6 évet tanult Esztergomban a Temesvári Pelbárt Ferences Gimnáziumban. A háborús események miatt 2 év késéssel, 1948-ban a Szarvasi Vajda Péter Gimnáziumban érettségizett. 1948-ban felvették a Pázmány Péter Tudományegyetem Állam- és Jogtudományi Karára, ahol 1952-ben szerzett jogász diplomát, majd iparstatisztikus oklevelet. 
Tanársegédként dolgozott az Eötvös Loránd Tudományegyetemen, emellett a Felsőoktatási Minisztériumban, nagy érdeme van az egyetemek statisztikai adatszolgáltatási és tájékoztatási rendszerének kidolgozásában. 1959-től a Pécsi Tudományegyetem Állam- és Jogtudományi Karán volt a Statisztika tanszék vezetője, a statisztika és demográfia tárgyak oktatója. A Művelődésügyi Miniszter 1969-ben egyetemi tanárrá nevezte ki.
Kandidátusi értekezését (Magyarország két világháború közötti népesedéspolitikája) 1966-ban, akadémiai doktori disszertációját (A népességfejlődés és népesedéspolitika az európai szocialista országokban) 1981-ben védte meg. 
Munkásságát több mint 200 publikáció, ezek között 24 monográfia, több mint két tucat statisztika és/vagy demográfia témájú tananyag mellett olyan országos jelentőségű módszertani újítások fémjelzik, melyek eredményeképpen megszületett a GYED intézménye, vagy teljes mértékben átalakult a nemzetiségek felmérésének népszámlálások során alkalmazott eljárásrendje. 
Sikeres és eredményes oktatói és kutatói tevékenysége mellett életpályájának kiemelkedő eseménye, hogy 1970 februárjában megbízták az akkori Marx Károly Közgazdaságtudományi Egyetem pécsi kihelyezett nappali tagozatának megszervezésével és vezetésével. Alapító tagozatvezetőként, kitűnő kollégákat maga köré gyűjtve sikerült elérnie, hogy a tagozat 1975-ben önállóvá vált. 1975 és 1982 között a Pécsi Tudományegyetem rektorhelyettese, majd 1998-ban bekövetkezett nyugdíjazásáig a Közgazdaságtudományi Kar gazdaságmódszertanért felelős szervezeti egységének vezetője volt. 
Kimagasló oktatói, kutatói és egyetemvezetői tevékenységét 1998-tól Professor Emeritus, 2005-től a Pécsi Tudományegyetem Örökös Professzora kitüntető címmel ismerték el. Nyugdíjazását követően is aktív életet élt: utolsó könyvét 2020-ban, 92 évesen írta. Felesége, Velkey Katalin Pécsett született 1933-ban és 2006. január 7-én hunyt el.

## Legfontosabb publikációi
- Az MTMT adatbázisában 198 publikációinak az adatai.[4]

- Nemzetiségek demográfiai sajátosságai Baranya megyében. Statisztikai Kiadó. Bp., 1968

- Népesedéspolitika és népességfejlődés Magyarországon a két világháború között. Bp., 1970

- A népesség nemzetiség szerinti számbavételének problémái. Demográfia, 1975/1. 23–36.

- Bevezetés a statisztikába. Korinek Lászlóval. Tankönyvkiadó. Bp., 1978, 1989

- Bevezetés a demográfiába. Tankönyvkiadó. Bp., 7 kiadás. 1977-1986

- Családi pótlék és népesedéspolitika. Közgazdasági Szemle, 1983/12. 1409–1420.

- A népesség nemzetiség szerinti megoszlásának tanulmányozásáról. In: H. I. – Kepecs J. – Klinger A.: A Baranya megyében élő nemzetiségek demográfiai helyzete 1980-ban. Bp., 1985. 19–181.

- Demográfia. Bp., 1988
- Előadások a társadalmi statisztika köréből; JPTE, Pécs, 1991 (Humán szervező – személyügyi (munkaügyi) menedzser sorozat)

- Népesség és népesedés. Pécs, 1995
- Bevezetés az általános és az igazságügyi statisztikába. Egyetemi jegyzet; JPTE, Pécs, 1996
- Társadalomstatisztika; PTE ÁJK, Pécs, 2005

- Nemzetiségek és népszámlások Baranyában. In: Füzes M. – Gyurok J. (szerk.): Kisebbségek jelene Baranyában 2005. Pécs, 2008. 23–32.

- Sutarski, K., Domonkos László: Megőrzésre átvéve: barangolás a lengyel Szepesben és Árvában {könyvismertetés}. Kisebbségkutatás, 2010/2. 366-369.

- Öregedés? Meddig? Pécs, 2011

- Egy demográfus önvallomása és életútja. Carbocomp Kiadó, Pécs, 2012

- A demográfia oktatása a jogász- és közgazdászképzésben. Pécs, 2016
- Jogászképzés Magyarországon a hazai egyetem nélküli évszázadokban; PTE ÁJK, Pécs, 2020

## Díjak, kitüntetések elismerések
- Pro Universitate MKKE (1973)
- Munka Érdemrend arany fokozata (1978)
- Pro Universitate JPTE (1980)
- Széchenyi István-emlékérem (MTA) (1982)
- Keleti Károly-emlékérem (1983)
- Fényes Elek-emlékérem (KSH) (1990)
- Pro Familia Emlékérem (1991)
- Baranya Megyei Közgyűlés Tudományos Kutatói Díja. (1994)
- Magyar Felsőoktatásért Emlékplakett (1998)
- Keleti Károly-emlékérem (2003)

## Szakmai szervezeti tagságok
- MTA Statisztikai Bizottság (1961)
- MTA Demográfiai Bizottság (1961)
- International Union of the Scientific Study of Population (1965)
- MTA PAB Gazdaság és Jogtudományi Bizottság (1970)
- MTA PAB Statisztikai Munkabizottság (2000)
- Magyar Statisztikai Társaság (2000)
- PTE Örökös Professzor (2005)

## Videófelvételek
- Dr. Hoóz István a MKKTE pécsi tagozatának vezetője (1970-75.) a pécsi közgazdász képzés indulásának 50. évfordulójára írt ünnepi beszéde. – Youtube.com, Közzététel PecsiKozgazOFFICIAL 2020. október 9.